# Фокус (физика)

Парабола (или параболоид вращения) фокусирует параллельный пучок лучей в одну точку

Фо́кус (от лат. focus — «очаг») оптической системы — точка, в которой пересекаются («фокусируются») первоначально параллельные лучи после прохождения через собирающую систему (либо где пересекаются их продолжения, если система рассеивающая). Изображение бесконечно удалённой точки располагается в фокусе оптической системы. Множество фокусов идеальной оптической системы определяет её фокальную плоскость. Главный фокус системы является точкой пересечения её главной оптической оси и фокальной поверхности. В настоящее время вместо термина «главный фокус» (передний или задний) используются термины задний фокус и передний фокус.
Термин «фокус» в его современном понимании ввёл Кеплер в 1604 году.

## Терминология
При рассмотрении оптических систем вводится и используется ряд общих понятий, некоторые из которых необходимы для понимания дальнейшего. В частности, к ним относятся следующие.
Предмет — это некоторая совокупность точек, из которых выходят световые лучи, попадающие затем в оптическую систему.
Пространство предметов — вся возможная совокупность точек, из которых выходят световые лучи, попадающие затем в оптическую систему.
Пространство изображений — совокупность всех изображений всех точек пространства предметов, созданных данной оптической системой.
Если лучи, выходящие из некоторой точки в пространстве предметов, пересекаются в какой-то точке в пространстве изображений, то такие точки называют сопряжёнными.

## Задний фокус
Задний фокус — точка на оптической оси в пространстве изображений, сопряжённая с бесконечно удалённой точкой, расположенной на оптической оси в пространстве предметов. Соответственно, расстояние от задней главной точки до заднего фокуса называют задним фокусным расстоянием и обозначают его {\displaystyle f'}.
Если {\displaystyle f'>0}, то система называется собирающей или положительной. Системы, у которых {\displaystyle f'<0}, называют рассеивающими или отрицательными.

## Передний фокус
Передний фокус — точка на оптической оси в пространстве предметов, сопряжённая с бесконечно удалённой точкой, расположенной на оптической оси в пространстве изображений, а расстояние от передней главной точки до переднего фокуса — переднее фокусное расстояние {\displaystyle f}.